# Edwina

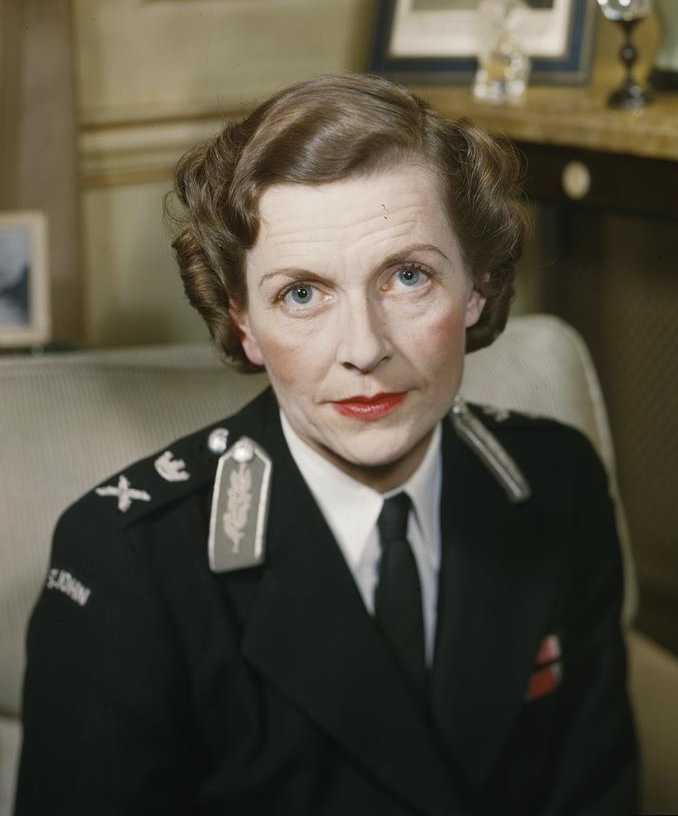
Edwina Mountbatten under andra värlskriget.

Edwina eller Edvina är ett engelskt kvinnonamn, ursprungligen Ædwine, bildat av ead 'rikedom' och wine 'vän'. Namnet har funnits i Sverige sedan slutet av 1700-talet. Den maskulina formen av namnet är Edvin.
Den 31 december 2014 fanns det totalt 266 kvinnor folkbokförda i Sverige med namnet Edwina eller Edvina, varav 114 bar det som tilltalsnamn.
Namnsdag saknas

## Kända personer med namnet Edwina eller Edvina
- Edwina Mountbatten, brittisk grevinna
- Edwina Booth, amerikansk skådespelare